# John Hattie

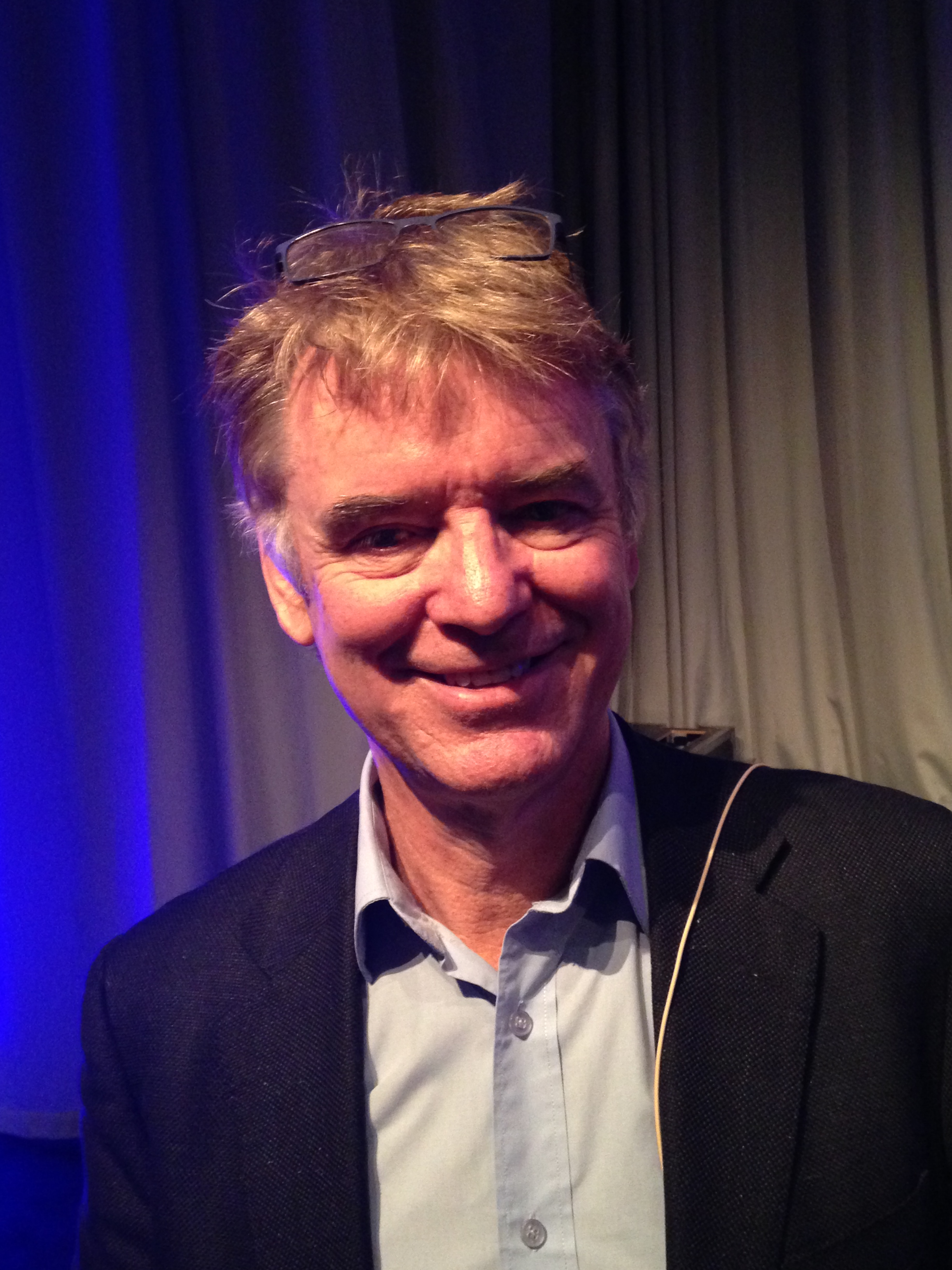
John Hattie in Gothenburg, 21 november 2014.

John Allan Clinton Hattie is geboren in Timaru, Nieuw-Zeeland. Hij is professor in de educatie. Hij werkt als directeur aan de Universiteit van Melbourne in Australië. Hiervoor werkte hij aan de Universiteit van Auckland.
Zijn onderzoeksinteresses liggen op het gebied van PI (Performance Indicators) en de evaluatie in educatie. Daarnaast liggen zijn interesses in het meten en modelleren van het onderwijzen en leren. Hij is een voorstander van evidence based kwantitatieve onderzoeksmethodes op de invloed van de resultaten van de student.
Voordat hij werkte aan de Universiteit van Melbourne was hij deelnemer aan een stuurgroep die advies uitbracht aan het ministerie van educatie in Nieuw-Zeeland. Dit advies richtte zich op standaarden in lezen, schrijven en rekenen voor alle leerlingen in het primaire onderwijs in Nieuw-Zeeland.
Hattie heeft zijn grootste meta-onderzoek gedaan voor het kwantitatief meten van educatieve resultaten. Zijn boek, 'Visible Learning', is het resultaat van deze studie.
Hattie heeft zijn proefschrift voor het doctoraat afgemaakt bij de Universiteit van Toronto in 1981.
Hij is getrouwd met Janet Clinton die ook aan de Universiteit van Melbourne werkt.
De werkwijze van Hattie: statistische spaghetti
Verscheidene deskundigen uiten ernstige kritiek op de werkwijze van Hattie en op de betrouwbaarheid van diens bewijsvoering in 'Visible Learning'.
Zo wijzen Rolf Schulmeister, professor in de Pedagogiek aan de Universiteit Hamburg (Duitsland), en Jörn Loviscach, professor in de Wiskundige ingenieurstechniek en Technische informatica aan de Hogeschool Bielefeld (Duitsland), op basis van door hen genomen steekproeven, op de volgende
gebreken in 'Visible Learning':
- gebruik maken van twijfelachtige studies, waaronder veel niet-gepubliceerde proefschriften
- studies die qua onderzoeksobject sterk uiteenlopen aan elkaar gelijk stellen
- naar meta-analyses verwijzen zonder er zelf kennis van genomen te hebben
- veelvuldig onvergelijkbare grootheden met elkaar vergelijken
- misleidende statistieken presenteren
- onzinnige ranglijsten opstellen.

Beiden voegen eraan toe: "Het is een gevaarlijke illusie om te menen dat didactiek voorgesteld kan worden als een eenvoudige ranglijst van effectgroottes."
Doctor Pierre-Jérôme Bergeron, verbonden aan de afdeling Wiskunde en Statistiek van de Universiteit van Ottawa (Canada), en doctor Lysanne Rivard, als onderzoekster op het gebied van onderwijs verbonden aan de Universiteit van Montréal (Canada), doen de volgende uitspraken over Hattie's onderzoek:
- "De basisgedachte achter Hattie's onderzoek, om aan de hand van wetenschappelijke data in kaart te brengen 'wat in onderwijs het beste werkt', is op zichzelf niet verkeerd."
- "Helaas raakt iedereen die verstand heeft van statistische analyse al snel teleurgesteld, zodra hij kennis neemt van 'Visible Learning' en de andere publicaties van Hattie en diens team."
- "Wanneer we met de ogen van een deskundige 'Visible Learning' aan de noodzakelijke diepgaande analyse onderwerpen, treffen we geen robuust bouwwerk aan maar een instabiel kaartenhuis, dat binnen de kortste keren in elkaar klapt."
- "Feitelijk berekent Hattie gemiddelden die betekenisloos zijn. Een klassiek voorbeeld van een dergelijk gemiddelde luidt: als ik mijn hoofd in een oven steek en mijn voeten in een diepvries, dan krijg ik het gemiddeld lekker warm."
- "Kortom, het is duidelijk dat John Hattie en zijn team niet de kennis en niet de vaardigheden bezitten die vereist zijn om betrouwbare statistische analyses uit te voeren. Niemand zou zijn werkwijze moeten kopiëren, aangezien we pseudowetenschap te allen tijde moeten verwerpen."

Doctor Robert Slavin, als directeur van een centrum voor onderzoek op het gebied van onderwijs verbonden aan de Johns Hopkinsuniversiteit in Baltimore, Maryland (Verenigde Staten), schrijft:
"De meta-meta-analyses van Hattie halen grote hoeveelheden data uit allerlei meta-analyses, zonder veel rekening te houden met de betekenis of de kwaliteit van de oorspronkelijke onderzoeken of met die van de meta-analyses."
Verwijzend naar een onderzoek van dezelfde Robert Slavin en diens collega Marta Pellegrini, die verbonden is aan de Universiteit van Florence (Italië), schrijft de Nederlandse onderwijsadviseur en -ontwikkelaar drs. Dolf Janson:
"Uit dat onderzoek bleek dat Hattie niet alleen gebruik maakte van meta-analyses (d.w.z. overzichten van grotere aantallen onderzoeken) waarin aanzienlijke tegenstrijdigheden, zg. bias, voorkwamen. Hij bleek dergelijke meta-analyses ook nog eens te hebben samengevoegd tot meta-meta-analyses. Dat versterkte die tegenstrijdigheden nog meer. Dat betekent dat de factoren die het ene onderzoek probeerde uit te sluiten, juist in een andere studie het onderzoeksonderwerp konden zijn. Dat maakt dat conclusies van beide onderzoeken niet zomaar kunnen worden samengevoegd, alsof ze hetzelfde pretenderen. Slavin en Pellegrini concluderen daarom dat zijn aanpak en de daarop gebaseerde conclusies verregaand onjuist zijn."
Ook Hattie zelf roept vragen op over de wetenschappelijke geloofwaardigheid van zijn werkwijze, wanneer hij over onderzoeken waarvan hij de resultaten aan zijn meta-analyses onderwerpt, verkondigt:
“Er is ... geen reden om onderzoeken automatisch uit te sluiten omdat ze van mindere kwaliteit zijn." (Hattie, Visible learning, 2009, p. 11)